# Andrés Thomas
Andrés Pérez Thomas (nacido el 10 de noviembre de 1963 en Boca Chica) es un ex shortstop dominicano que jugó en las Grandes Ligas de Béisbol con los Bravos de Atlanta entre 1985-1990. Thomas trajo un  bate de poder a la posición de torpedero de los Bravos (13 HR entre 1988 y 1989), sin embargo, se ponchaba con frecuencia (95 ponches en 1988) y recibió sólo 59 bases por bolas en cinco temporadas. Su free-swinging dejaba mucho que decir durante los partidos, además fue un errático fildeador, liderando a todos los torpederos de la Liga Nacional con 29 errores en 1988.
Thomas fue mánager de la filial de los Tigres de Detroit en la Dominican Summer League en 2006.